# Phosphuga
Phosphuga är ett släkte av skalbaggar som beskrevs av Leach 1817. Phosphuga ingår i familjen asbaggar.
Släktet innehåller bara arten snäckjägare, Phosphuga atrata.

## Bildgalleri

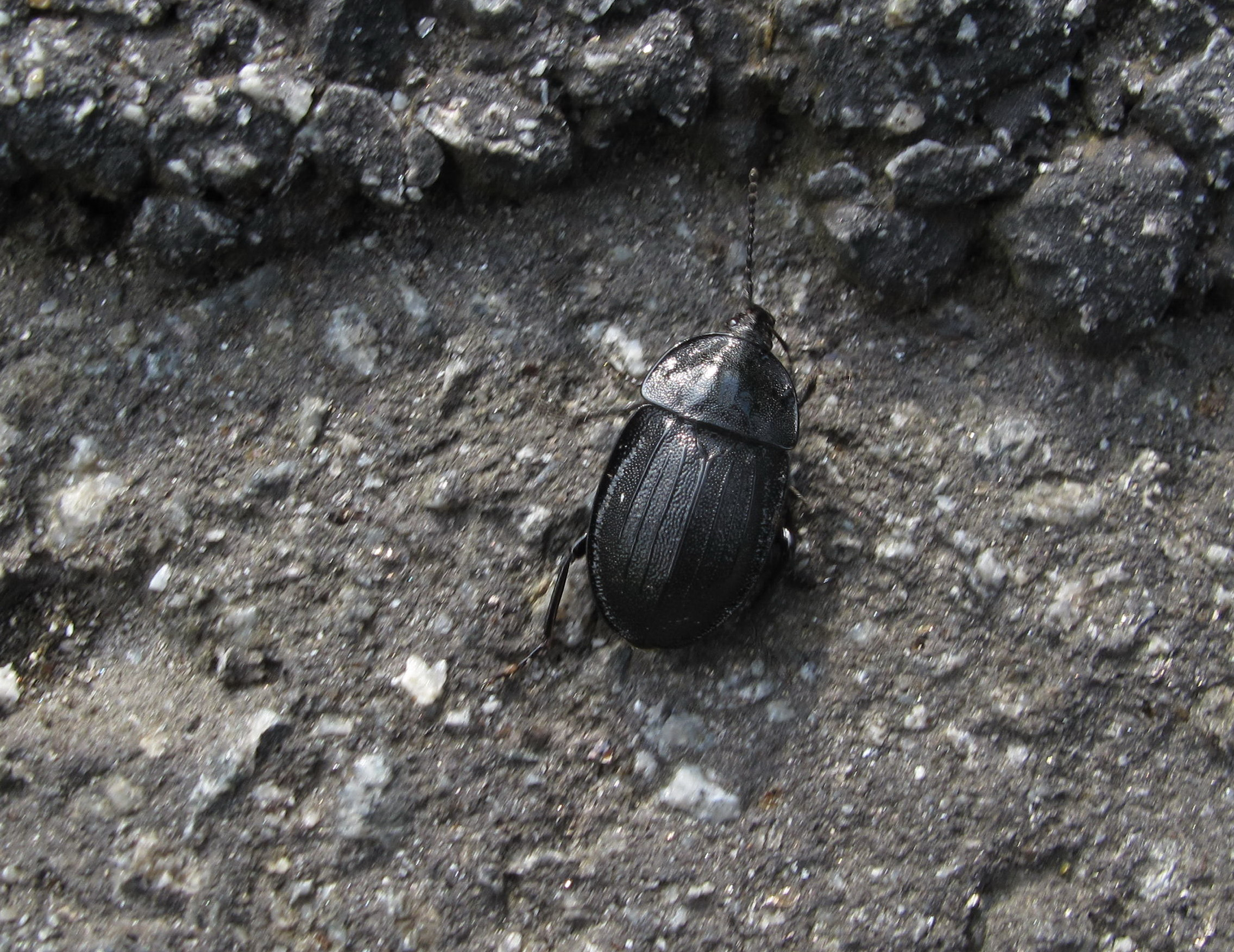
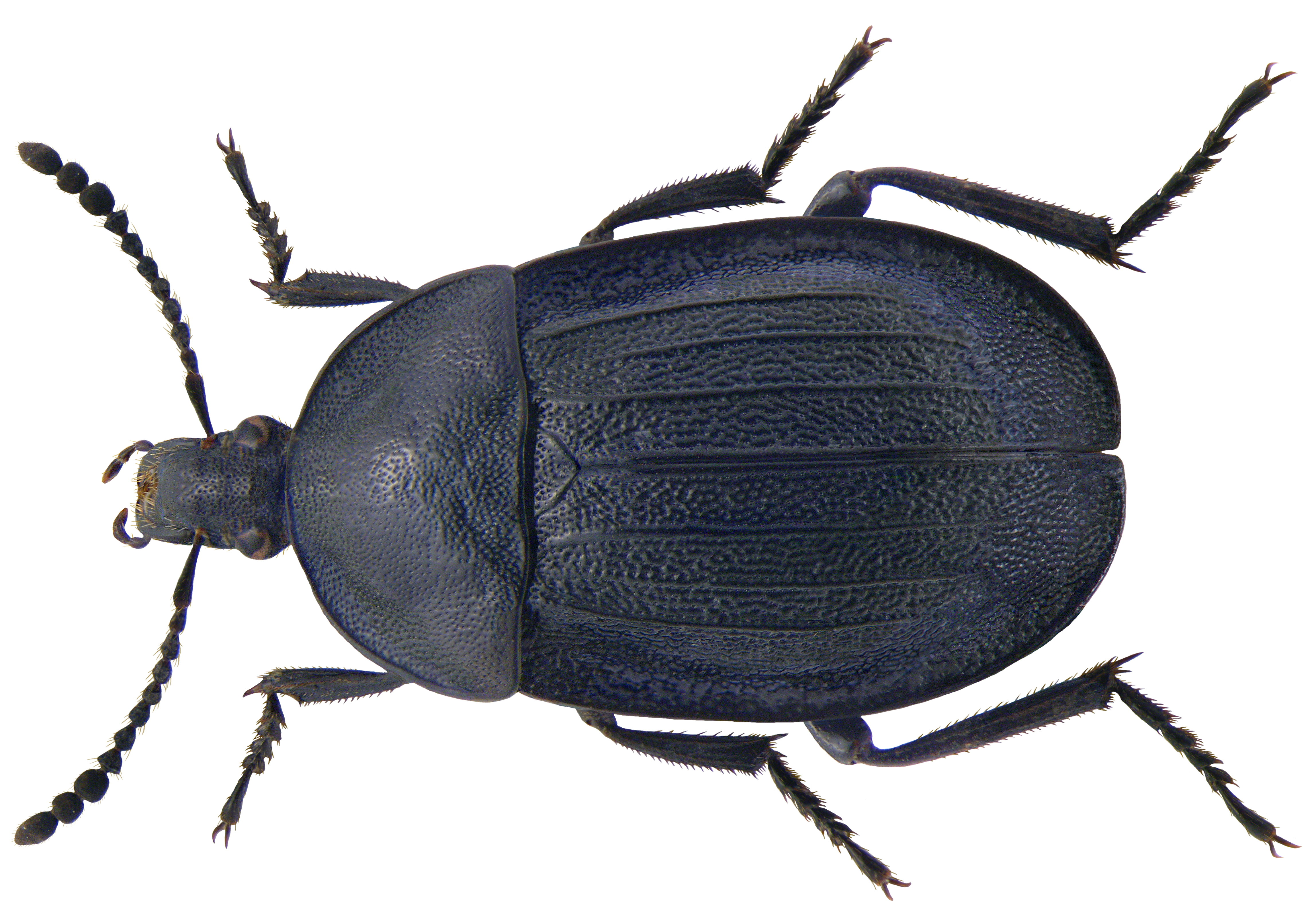
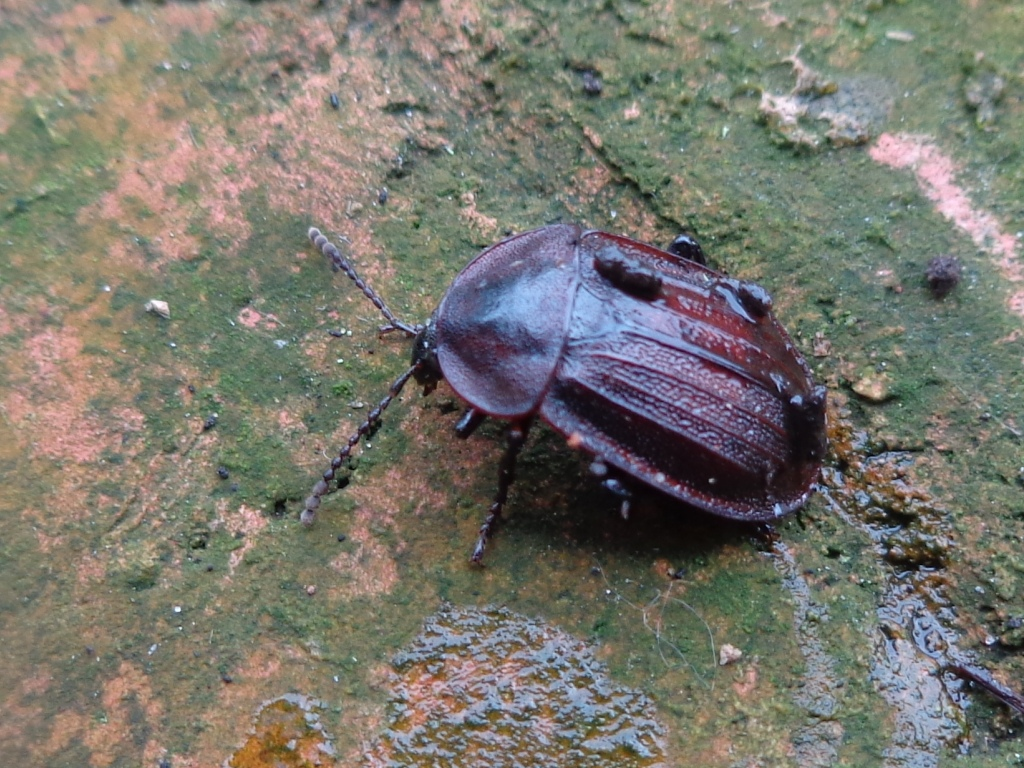
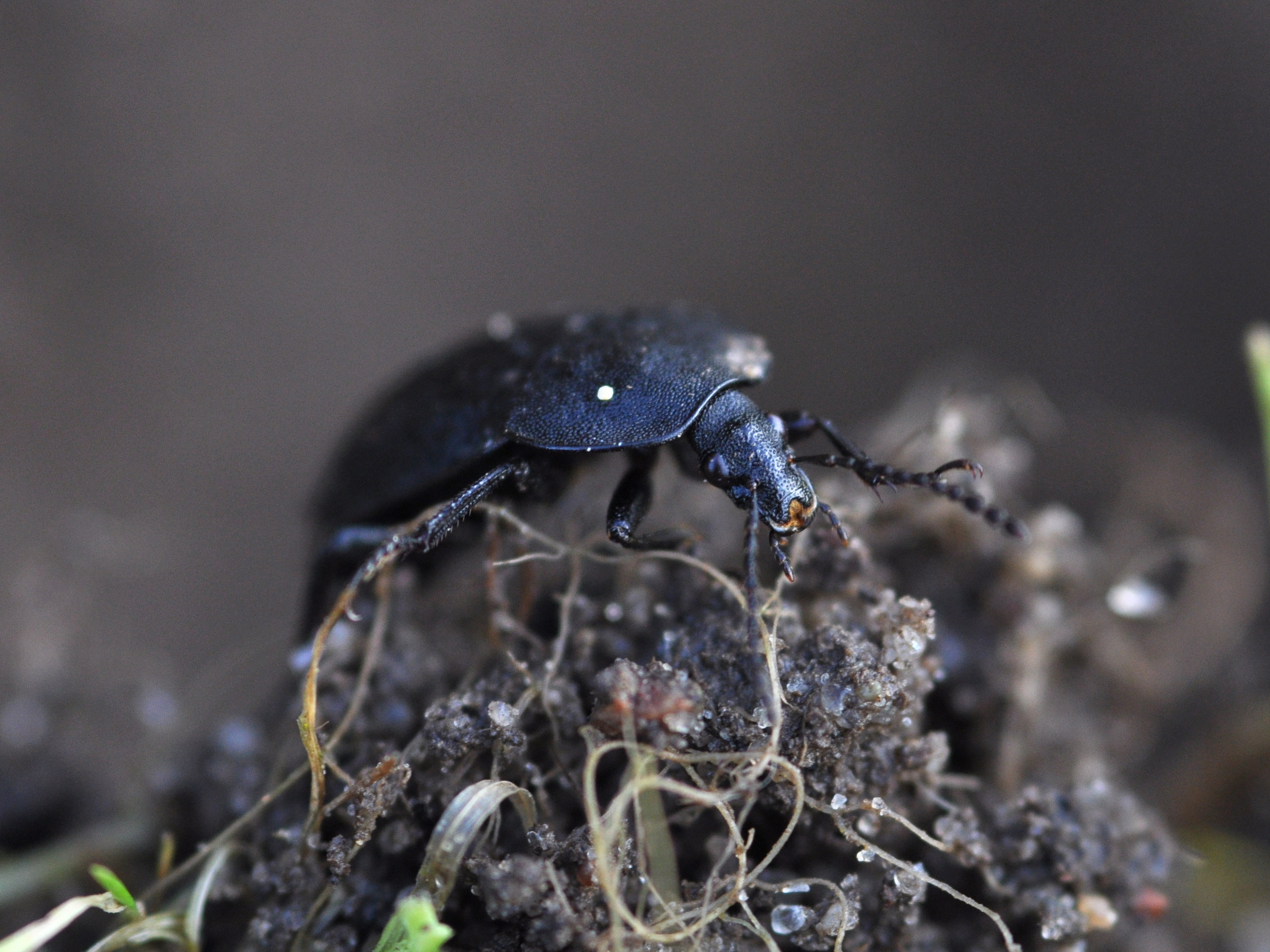
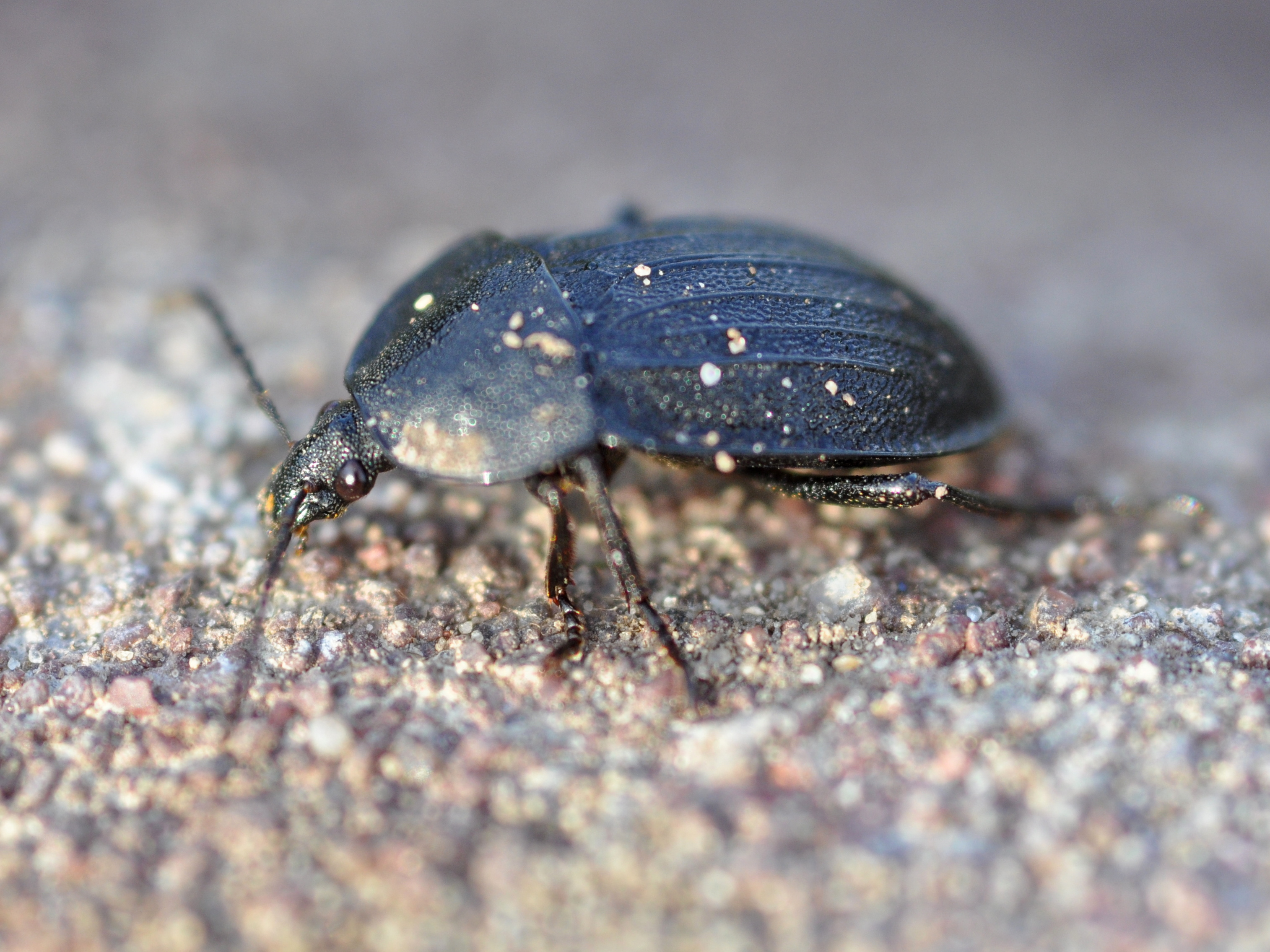
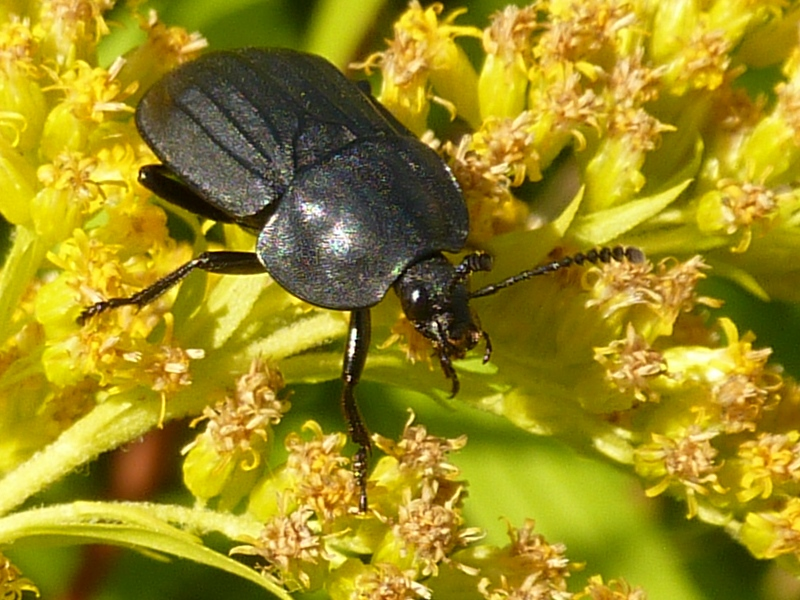